# Шакопи (Минесота)
Шакопи (енгл. Shakopee) град је у америчкој савезној држави Минесота.

## Демографија
По попису из 2010. године број становника је 37.076, што је 16.508 (80,3%) становника више него 2000. године.
| Група             | 2000.          | 2010.          |
| Белци             | 18.432 (89,6%) | 27.544 (74,3%) |
| Афроамериканци    | 273 (1,3%)     | 1.601 (4,3%)   |
| Азијати           | 495 (2,4%)     | 3.822 (10,3%)  |
| Хиспаноамериканци | 906 (4,4%)     | 2.890 (7,8%)   |
| Укупно            | 20.568         | 37.076         |